# لمفوما محجرية
اللمفوما المحجرية هي نوع شائع من اللمفوما اللاهودجكينية والتي تحدث قريبًا من العين أو عليها. الأعراض الشائعة هي انخفاض الرؤية والتهاب العنبية.